# Patrik Tybor
Patrik Tybor (ur. 16 września 1987 w Dubnicy nad Váhom) – słowacki kolarz szosowy. Olimpijczyk (2016).

## Osiągnięcia
Opracowano na podstawie:

2009
- 1. miejsce na 2. etapie Grand Prix Bradlo

2011
- 2. miejsce w GP Betonexpressz 2000

2012
- 3. miejsce w mistrzostwach Słowacji (start wspólny)

2013
- 3. miejsce w Tour de Serbie
- 3. miejsce w mistrzostwach Słowacji (start wspólny)
- 1. miejsce na 4. etapie Baltic Chain Tour

2014
- 2. miejsce w Visegrad 4 Bicycle Race Grand Prix Slovakia 2014
- 3. miejsce w mistrzostwach Słowacji (jazda indywidualna na czas)

2015
- 3. miejsce w mistrzostwach Słowacji (jazda indywidualna na czas)
- 3. miejsce w mistrzostwach Słowacji (start wspólny)
- 3. miejsce w Dookoła Bułgarii
  - 1. miejsce w klasyfikacji punktowej
  - 1. miejsce na 1. i 3. etapie

2016
- 1. miejsce na 6. etapie Tour du Cameroun
- 2. miejsce w Tour du Maroc
  - 1. miejsce na 5. etapie

2017
- 2. miejsce w mistrzostwach Słowacji (jazda indywidualna na czas)

2018
- 2. miejsce w mistrzostwach Słowacji (jazda indywidualna na czas)

2019
- 3. miejsce w mistrzostwach Słowacji (jazda indywidualna na czas)
- 3. miejsce w mistrzostwach Słowacji (start wspólny)
- 2. miejsce w Pucharze Uzdrowisk Karpackich
- 2. miejsce w Grand Prix Velo Erciyes

## Rankingi
| Rok              | 2007 | 2008 | 2009 | 2010 | 2011 | 2012 | 2013 | 2014 | 2015 | 2016  | 2017 | 2018  | 2019 | 2020 | 2021  | 2022  |
| ---------------- | ---- | ---- | ---- | ---- | ---- | ---- | ---- | ---- | ---- | ----- | ---- | ----- | ---- | ---- | ----- | ----- |
| World Ranking    |      |      |      |      |      |      |      |      |      | 804.  | 463. | 1287. | 501. | 812. | 1151. | 1556. |
| UCI Europe Tour  | 517. | -    | 942. | -    | 493. | 940. | 376. | 341. | 213. | 1059. | 421. | 841.  | 384. | 648. | 852.  | 1042. |
| UCI Asia Tour    | -    | -    | -    | -    | -    | -    | -    | -    | -    | -     | 194. | -     |      |      |       |       |
| UCI America Tour | -    | -    | -    | -    | -    | -    | -    | -    | -    | 358.  | -    | -     |      |      |       |       |
| UCI Africa Tour  | 98.  | -    | -    | -    | -    | -    | -    | -    | -    | 61.   | 107. | -     |      |      |       |       |
|                  |      |      |      |      |      |      |      |      |      |       |      |       |      |      |       |       |
| Źródło: UCI      |      |      |      |      |      |      |      |      |      |       |      |       |      |      |       |       |